# Akrobatik (Rock ’n’ Roll)
Akrobatik ist ein Fachbegriff des Rock ’n’ Roll, unter dem alle Figuren gedeckt werden, die nicht von dem Begriff Tanzfigur erfasst werden. Tanzfiguren können von einem Tänzer ohne die Unterstützung seines Tanzpartners getanzt werden. Stationäre Figuren mit Unterstützung, z. B. Fallfiguren, gelten jedoch auch als Tanzfiguren, solange beide Tanzpartner Bodenkontakt haben. Eine faktisch gehobene Figur kann jedoch als Tanzfigur bewertet werden, wenn ein Tanzpartner den anderen an der Hüfte hochhebt und die Hüfte des gehobenen Tanzpartners die Augenhöhe des Hebenden nicht übersteigt.
Viele Akrobatiken können kombiniert werden, um auf Turnieren höhere Punktzahlen zu erzielen und den Showeffekt zu steigern. Es dürfen in einer Turnierfolge jedoch maximal 2 Kombinationen gezeigt werden.

## Startklassen
Jede Akrobatik ist einer Startklasse zugeordnet. Tanzpaare dürfen diese Akrobatik erst auf Turnieren ausführen, sobald sie die entsprechende Startklasse erreicht haben. Typischerweise steigt der Schwierigkeitsgrad der Akrobatiken und die Anzahl der zu zeigenden Akrobatiken in einer Turnierfolge mit höherer Startklasse.
| Klasse         | Einschränkungen                                                                               | Anzahl der Akrobatiken in Turniertanzfolge     |
| -------------- | --------------------------------------------------------------------------------------------- | ---------------------------------------------- |
| Schülerklasse  | Keine Akrobatiken erlaubt Jedoch bis zu 2 Hebefiguren, welche als Tanzfiguren bewertet werden | 0                                              |
| Juniorenklasse | Nach DRBV/WRRC-Richtlinien                                                                    | 4                                              |
| C-Klasse       | Nach DRBV-Richtlinien                                                                         | 4                                              |
| B-Klasse       | Permanenter Griff (Ausnahmen bestehen)                                                        | Vor- und Zwischenrunde: 5 Semifinale/Finale: 6 |
| A-Klasse       | Maximal 2-fach Salto Sonst keine Einschränkungen                                              | Vor- und Zwischenrunde: 5 Semifinale/Finale: 6 |

## Kategorisierung
Während in der Junioren- und C-Klasse noch zwischen kombinierbaren und nicht kombinierbaren Akrobatiken unterschieden wird, werden die Akrobatiken der B- und A-Klasse in die folgenden Kategorien unterteilt:
- Vorwärtselement
- Rückwärtelement
- Todessprung (Dive)
- Rotation
- Sonstige

In der B- und A-Klasse müssen die Turnierfolgen mindestens eine Akrobatik aus jeder Kategorie (außer Sonstige) enthalten.

## Bewertung der Akrobatiken (in Deutschland)
Jede Akrobatik ist einem festgelegten theoretischen Höchstpunktwert zugeordnet. Vor Beginn eines Turniers müssen die Turnierpaare alle Akrobatiken, die getanzt werden, inklusive der Reihenfolge, im Online-Portal des DRBV eintragen. Während der entsprechenden Tanzrunde auf dem Turnier werden die eingetragenen Akrobatiken maschinell an die Endgeräte der Wertungsrichter übertragen. Diese bewerten nun jeweils die Ausführung der Akrobatik anhand verschiedener Kriterien. Für die Nichteinhaltung einzelner Kriterien können prozentuale Abzüge von dem theoretischen Höchstpunktwert vergeben werden. Diese Abzüge können zwischen 0 % (perfekte Ausführung) und 100 % (z. B. bei Sturz) variieren. Daraus ergibt sich eine Bewertung der einzelnen Akrobatik.
Die Abzüge orientieren sich an folgenden qualitativen Bewertungsmerkmalen:
- Bewegungsumfang: Höhe
- Bewegungsstärke: dynamisch und kraftvoll
- Bewegungstempo: der Musik angepasst
- Bewegungskopplung: Übergang Tanz – Akrobatik – Tanz[2]

## Beispiele
Beispiele für akrobatische Figuren sind:
- Teller: Rotationsfigur, bei der der Herr die Beine der Dame im Kreis um sich herumschwingt und dabei mehrmals über die Dame hinweg steigt. Typisch für die Juniorenklasse.
- Grätsche: Figur, bei der die Dame mit gespreizten Beinen in den Hüftsitz springt und vom Herrn anschließend wieder abgesetzt wird. Diese Figur dient gleichzeitig als Eingang für viele (vor allem Hebe-) Akrobatiken aus höheren Startklassen, wie dem Schwan oder der Kerze. Einzeln wird sie allerdings vor allem als Anfänger-Akrobatik in der Juniorenklasse getanzt.
- Shalom: Figur, bei der die Dame rückwärts in den Hüftsitz springt und vom Herrn anschließend wieder abgesetzt wird. Auch diese Figur dient als Basis für komplexere Akrobatiken, wie dem Swing.
- Schwan: leicht akrobatische Figur, bei der die Dame in eine Stützposition gebracht wird, in der sie beide Hände nach unten auf die Schultern des Herrn stützt und ein Bein ausstreckt, während das andere angewinkelt bleibt. Der Herr stützt die Dame gleichzeitig mit beiden Händen an der Hüfte.